# Momonogi Kana
Momonogi Kana (桃乃木 かな (Đào-Nãi-Mộc Hương-Nại) 24 tháng 12 năm 1996 –) là một nữ diễn viên khiêu dâm và ca sĩ người Nhật Bản. Cô thuộc về công ty Life Promotion.

## Sự nghiệp
Cô lần đầu tham gia đóng phim người lớn vào tháng 2 năm 2015, ban đầu sử dụng nghệ danh Matsushima Masa (cô có một vài phim với Grand Cross Studio với nghệ danh này), tuy nhiên trong khoảng thời gian đó, do một số vấn đề về ngoại hình, Momonogi không để lại ấn tượng gì nhiều sau các album của cô được phát hành với công chúng. Sau nửa năm vắng bóng truyền thông, cô trở lại với một diện mạo mới, gương mặt đáng yêu, trẻ trung, cô trở thành nữ diễn viên độc quyền của IdeaPocket, không chỉ thế Momonogi Kana đã nhiều lần xuất hiện trên các chương trình truyền hình, các kênh truyền thông lớn, dần trở thành nhân vật có sức ảnh hưởng ở Nhật Bản, cũng như một số quốc gia khác. Ngoài thời gian diễn xuất, hiện nay Kana còn tham gia vào nhiều hoạt động truyền thông với vai trò là ca sĩ, diễn viên lồng tiếng, phát thanh viên.... Cô cũng có nhiều chuyến lưu diễn tại nước Nhật với tư cách là thành viên nhóm Ebisu★Muscats.

## Sở thích cá nhân
Sở thích của cô nàng là ca hát (hát Karaoke) và chơi bóng chuyền. Trong 6 năm học ở trường trung học cơ sở và trường trung học phổ thông Kana Momonogi cũng là thành viên của đội bóng chuyền ở trường và từng giữ vị trí đội trưởng. Cô cũng là một người có tâm hồn ăn uống, trong một dịp, Momonogi Kana đã ăn hết 100 cái bánh bao nhân thịt trong vòng 1 giờ.

## Quá trình hoạt động và phát triển

### Chính thức hoạt động lại với nghệ danh mới (9/2015)
Một thời gian sau, cô chính thức quay lại với hình tượng và nghệ danh mới, Momonogi Kana và thông báo sẽ trở thành thành viên chính thức của ban nhạc Ebisu★Muscats vào ngày 24 tháng 9 năm 2015, đồng thời cũng là nữ diễn viên độc quyền cho IdeaPocket vào ngày 19 tháng 10 cùng năm.
Về ngoại hình, tuy trước đây khoảng thời gian dưới nghệ danh Matsushima Mao, thân hình cô khá mập mạp, nhưng sau khi trở lại với công chúng đã có sự thay đổi rõ rệt, cô đã giảm thành công 20 kg trong vòng 6 tháng, chính điều này cũng làm diện mạo thay đổi rất nhiều. Momonogi Kana sở hữu hình thể mảnh mai cùng vòng 1 chuẩn như người mẫu, kết hợp với khuôn mặt và giọng nói đầy vẻ trẻ trung đáng yêu nên dễ dàng thu hút được một lượng người hâm một đông đảo. Đồng thời với quyết định hoạt động cho một hãng phim lớn cũng như tham gia vào ban nhạc Ebisu★Muscats cũng giúp cô có được một khởi đầu vững chắc cho sự nghiệp của mình.

### Những thành tựu lớn đã đạt được
Tại lễ trao giải Phim người lớn ngày 3 tháng 3 năm 2017 do SKY PerfectTV tổ chức, giải thưởng độc lập của báo Tokyo Sport đã thuộc về cô, bất ngờ thay, ngôi vị tân binh năm 2017 cũng đã thuộc về Kana Momonogi. Debut tháng 10 năm 2015 với Studio IdeaPocket, trong hơn một năm tất cả những người hâm mộ cô đều nhìn thấy được những tiến bộ đáng kể mà Kana đã đạt được trên nhiều khía cạnh khác nhau, giải thưởng này là hoàn toàn xứng đáng.

#### DMM Adult AwardsLưu trữngày 21 tháng 6 năm 2018 tạiWayback Machine(tháng 4/2017)[9]
Cái tên Momonogi Kana lại một lần nữa được xướng tên trên bảng đề cử các hạng mục trên trang chủ bình chọn của DMM.
Mặc dù không được giành được giải cao nhất tuy nhiên giải thưởng "Nữ diễn viên mới" năm 2017 đã được trao cho nữ diễn viên trẻ Momonogi Kana cũng trong chính buổi lễ này. Đây là giải thưởng dành cho những cá nhân mới ra mắt công chúng. Từ năm 2015 đến nay, bên cạch công việc diễn xuất, Kana còn tham gia và rất nhiều sự kiện giao lưu khác, đồng thời duy trì hoạt động với tư cách thành viên nhóm Ebisu★Muscats và xuất hiện trên truyền thông tương đối thường xuyên, do đó có thể nói cô là một sự lựa chọn hoàn hảo cho danh hiệu này.

### Những sản phẩm đã ra mắt
Trong thời gian hoạt động từ năm 2015 đến nay, đã có rất nhiều những chương trình, DVD, tạp chí... xuất hiện hình ảnh của Momonogi Kana. Nổi bật nhất có lẽ là ca khúc 「バ ッ キ ャ ロ ー」- đánh dấu sự trở lại với phong cách và thần thái hoàn toán khác, trang phục được đổi mới phù hợp và chỉn chu hơn so với lúc trước.
Ngày 7 tháng 10 năm 2018, Kana Momonogi ra mắt ca khúc Lovely Saturday, ca khúc cũng nhận được nhiều phản hồi tích cực từ những người yêu âm nhạc Nhật Bản cũng như lượng người hâm mộ đông đảo của cô ở trong nước và quốc tế.
Ngày 7 tháng 3 năm 2020, Kana đã có buổi phỏng vấn với đại diện tạp chí Weekly Playboy trao đổi về một số sản phẩm có sự góp mặt của cô, chuẩn bị công bố với công chúng vào ngày 16 tháng 3 cùng năm.

## Các tựa phim đã tham gia (từ 2015 cho đến hiện tại)[15]
| Mã phim  | Tiêu đề phim | Ngày phát hành | Studio     |
| -------- | --- | -------------- | ---------- |
| IPZ-637  | FIRST IMPRESSION 89 超アイドル級美少女 衝撃のAVデビュー | 19/10/2015     | IdeaPocket |
| IPZ-653  | 昇天4本番＋一撃スマッシュ顔射フェラ 初野外!初拘束!初主観!初コスプレ!初ハメ撮り! | 19/11/2015     | IdeaPocket |
| IPZ-672  | 優等生学園アイドルと学校でしようよ 押しに弱い優等生 | 19/12/2015     | IdeaPocket |
| IPZ-689  | アイドルのかなと僕の甘すぎる同棲性活 アナタの彼女がアイドルだったら...全編主観 | 19/1/2016      | IdeaPocket |
| IPZ-703  | 桃乃木かな 180分本指名 極上風俗4本番＋ピンサロ | 19/2/2016      | IdeaPocket |
| IPZ-718  | ゴージャスオナニーサポート 怒涛の3時間 全シーン主観！アナタが気持ち良くオナニーする為に究極のオナサポ作品を作りました！                                                                          | 19/3/2016      | IdeaPocket |
| IPZ-735  | 「ザーメンかけてください...」理性ぶっ飛び膣奥絶頂ぶっかけFUCK 膣奥絶頂！初ぶっかけ！どろっどろっザーメン汁全て浴射！                                                                             | 19/4/2016      | IdeaPocket |
| IPZ-754  | 奪われた僕の彼女 「オマエの彼女ヤラせろよ！」目の前で寝取られ犯される美裸体... | 19/5/2016      | IdeaPocket |
| IPZ-773  | 桃乃木ピンチ！『えっ、こんな場所でSEX！？』過激な公然猥褻 怒涛のいきなりロケに予想外！桃ちゃん初ドッキリ！ 桃乃木かな 羞恥 美少女 独占配信                                                       | 19/6/2016      | IdeaPocket |
| IPZ-789  | セックス生ライブチャット 桃ちゃんログイン中 超レア映像大放出！ | 19/7/2016      | IdeaPocket |
| IPZ-809  | 調教されたアイドル桃乃木かな 首絞め！お漏らし！連続スパンキング！過激すぎる調教姦！ | 19/8/2016      | IdeaPocket |
| IPZ-824  | 至極のパイパンフェチマニアックス 初剃毛！超美映像5Dカメラ撮影映像も収録！ | 19/9/2016      | IdeaPocket |
| IPZ-837  | デビュー1周年！新作発売イベントで最高のサービスを... チケット完売！前代未聞のイベントに参加せよ！初の「いきなりSEX」も収録！                                                                     | 19/10/2016     | IdeaPocket |
| IDBD-747 | 驚き！桃乃木！8時間BEST 8タイトル！抜きどころ！いいとこ！厳選！驚きの初ベスト！ | 1/11/2016      | IdeaPocket |
| IPZ-855  | スキャンダル【熱愛編】 真剣交際でお持ち帰りされた桃乃木かな 盗撮映像そのままAV発売！ 180分SPECIAL                                                                                                | 19/11/2016     | IdeaPocket |
| SUPD-135 | DIGITAL CHANNEL DC 135 シリーズ史上最強ハードコンテンツ！ | 19/12/2016     | IdeaPocket |
| IPZ-884  | 「かなのこと好きっちゃろ」 可愛すぎる彼女と方言SEX 博多弁！青森弁！京都弁！関西弁！全編『方言』でALL主観！                                                                                       | 19/1/2017      | IdeaPocket |
| IPZ-904  | いきなりSEX えっ？ノーカットですか？ 事前周知なしでハメまくりシリーズ完全復活！！ | 19/2/2017      | IdeaPocket |
| R-670    | 桃乃木かな BONITA | 25/2/2017      | UGANDA     |
| IPZ-921  | ボクらのオタサーの姫は萌え豚専用性処理ドMペット！ | 19/3/2017      | IdeaPocket |
| PRBY-012 | SPLASH NUDE キミの笑顔は世界を制す！！！ 桃乃木かな | 18/4/2017      | INTEC Inc  |
| IPZ-937  | 恥じらいの失禁×爆潮大噴射大洪水セックス | 19/4/2017      | IdeaPocket |
| IPZ-950  | アタッカーズ全面監修 夫の目の前で犯されて― | 19/5/2017      | IdeaPocket |
| IPZ-971  | 時間よ止まれ！ドール化した桃乃木かなにヤリタイ放題 | 19/6/2017      | IdeaPocket |
| ECR-0100 | エロキュート 桃乃木かな | 9/6/2017       | JUICYHONEY |
| IPZ-986  | ドSな彼氏と同棲したら異常な性生活を強いられ... バイオレンスなSEXに濡れ溺れて... | 19/7/2017      | IdeaPocket |
| IPX-005  | リピーター続出！噂の本番できちゃうおっパブ店 F巨乳嬢を味わい尽くせ！ | 19/8/2017      | IdeaPocket |
| R-658    | Angel 桃乃木かな | 27/8/2017      | UGANDA     |
| IPX-022  | 剛毛マ〇コ見せつけ狂乱騎乗位 歓喜の射精を誘う！跨り高速ピストン痴女乱舞！ | 19/9/2017      | IdeaPocket |
| IPX-038  | 童貞筆おろしSEX×デリバリーSEX 最高の初体験をお届けします デビュー2周年記念 童貞ファン感謝祭！！桃ちゃんが童貞の皆様を突撃訪問！男にさせちゃいます                                                | 1/11/2017      | IdeaPocket |
| IDBD-763 | ももいろフィーバー8時間だZ！ 10タイトル！抜きどころ！見どころ厳選！驚きのセカンドベスト！ | 19/11/2017     | IdeaPocket |
| IPX-052  | 緊縛調教を懇願 イキ狂う変態マゾ幼妻 緊縛解禁！！深く喰い込む麻縄の苦痛と快感に犯され歓喜の絶頂...                                                                                                | 1/12/2017      | IdeaPocket |
| IPX-072  | 狙われた通学路 共謀痴漢電車 | 1/1/2018       | IdeaPocket |
| IPX-077  | 奇跡のWキャスト SOD体験入社&宣伝部復帰!? 野球拳/ツイスター/王様ゲームetc. ユーザー様をおもてなし&大乱交4時間SP                                                                                   | 1/1/2018       | IdeaPocket |
| IPX-086  | 突撃！単体女優桃乃木かなが噂の風俗店に体当たりガチ潜入リポート！ ピンサロ！箱ヘル！出張ホスト！ハプニングバーとカラダとアソコを張りまくって潜入取材！！                                          | 19/2/2018      | IdeaPocket |
| IPX-099  | 乳首こねくりっぱなし快感エンドレスセックス ノンストップでひたすら乳首責め2時間40分！！アヘ顔♥連続絶頂！！                                                                                        | 7/3/2018       | IdeaPocket |
| IPX-114  | パパ活！ スケベな変態中年おじさんと密会性交を交わす美少女の実態 おじさん（パパ）が撮影したハメ撮り・盗撮映像をAV発売！                                                                           | 19/3/2018      | IdeaPocket |
| IPX-129  | ガチファン限定！ファン感謝祭！！ 桃乃木かなと過ごす18発二日温泉オフ会旅行 バレずにこっそり全員分の精子を射精させろ！！                                                                           | 19/4/2018      | IdeaPocket |
| IPX-143  | 「もうイッたから！止めて！」絶頂後にぶっちぎりの追撃弾丸ピストン 昇天マ○コを追い打ちピストンで強制おかわり絶頂！                                                                                 | 19/5/2018      | IdeaPocket |
| IPX-158  | ノーカット！ノンストップ！ 大乱交バトルロイヤル アイドル VS 巨根チ○ポ20本 | 19/6/2018      | IdeaPocket |
| IPX-176  | ノーパンノーブラ透けコス 神対応アイドルリフレ ミラー越し透け透け挑発！ムラムラ発情客が暴走！ | 19/7/2018      | IdeaPocket |
| IDBD-786 | かなのフェラテク満載！！ じゅぼじゅぼ！フェラだけでイカせちゃう480分Special！ | 1/8/2018       | IdeaPocket |
| IPX-192  | 小悪魔制服美少女が声の出せない状況でしたり顔でこっそりチ○ポを痴女ってくる | 19/8/2018      | IdeaPocket |
| IPX-202  | 犯され輪姦された新任女教師 震撼凌辱ドラマ！期待と夢に膨らんだ憧れの教師人生の陥落... | 19/9/2018      | IdeaPocket |
| IPX-216  | いいなり見習い失禁メイド ご主人様の要望ならかなは従順なペットになります | 13/10/2018     | IdeaPocket |
| IPX-229  | おじさん大好き痴女美少女が中年チ○ポを射精へ誘う焦らし寸止め舐めまくり性交 | 13/11/2018     | IdeaPocket |
| IDBD-792 | なんてったってアイドル「桃乃木かな」8時間BESTだZ（ぜっ）！ デビュー3周年！！！見所ヌキ所だけ集めちゃった驚き桃乃木ベスト第3弾                                                                    | 13/11/2018     | IdeaPocket |
| IPX-243  | 巨乳全開で猛アピールしてくる僕の彼女の小悪魔妹 | 13/12/2018     | IdeaPocket |
| IPX-252  | 中年好きな文学美少女に身動きできない状態でじっくりねっとり痴女られる。 | 13/1/2019      | IdeaPocket |
| IPX-268  | 濡れ透け生乳チラリ ノーパン・ノーブラ銭湯の洗体看板娘のご奉仕エッチ | 13/2/2019      | IdeaPocket |
| IPX-280  | 犯されながら何度もイカされる屈辱レ×プ 泣き崩れる美少女を容赦ない追撃ピストンで強制絶頂 | 13/3/2019      | IdeaPocket |
| IPX-293  | 携帯ナースコールで24時間口内射精OK!即尺超好きおしゃぶり痴女ナース | 13/4/2019      | IdeaPocket |
| IPX-309  | アイドル美少女と交わすヨダレだらだらツバだくだく濃厚な接吻とセックス | 13/5/2019      | IdeaPocket |
| IPVR-027 | ハイクオリティー 3D VR 「ギュッてして」ノーパンノーブラ透けコス 神対応アイドルリフレ 2Dで爆売れ作品が遂に3DVR化！                                                                                | 7/6/2019       | IdeaPocket |
| IPX-322  | 「エッチしよ」メガトン級の神対応！ アイドル風俗4本番 『桃乃木かな』210分本指名！！ 何度もおかわりピストンスペシャルコース                                                                        | 13/6/2019      | IdeaPocket |
| IPX-337  | 1ヶ月間禁欲し彼女のいない数日間に彼女の親友と気が狂うくらい一心不乱にセックスしまくった 合計8回の密着性交                                                                                        | 13/7/2019      | IdeaPocket |
| IPX-354  | 中年オヤジと制服美少女の汗だく唾液みどろ特濃ベロキス性交 | 13/8/2019      | IdeaPocket |
| IPX-368  | 萌える絶対領域 誘惑 挑発 小悪魔ニーハイ制服美少女 | 13/9/2019      | IdeaPocket |
| IPX-385  | 「どこまで触るんですか...？（心の声）」 スケベ整体師にイヤと言えない制服少女 | 13/10/2019     | IdeaPocket |
| IPX-400  | 就職したい私につけ込む性処理ブラックインターンシップ 今日も上司は私だけ帰してくれません... | 13/11/2019     | IdeaPocket |
| IPX-416  | 出張先相部屋NTR 絶倫の上司に一晩中何度もイカされ続けた新卒女子社員 | 13/12/2019     | IdeaPocket |
| IPX-429  | 布団の中でひっそり始まる雄と雌の密着濃厚セックス | 13/1/2020      | IdeaPocket |
| IPX-439  | 死ぬほど大嫌いな上司と出張先の温泉旅館でまさかの相部屋に... 醜い絶倫おやじに何度も何度もイカされてしまった私。                                                                                   | 13/2/2020      | IdeaPocket |
| IPX-453  | 無意識にボクを挑発するノーブラ家庭教師 | 13/3/2020      | IdeaPocket |
| IPX-471  | 「終電ないの！？じゃあウチおいでよ 」僕の恋人が家で待ってるのに、 終電を逃がし可愛いすぎる同僚女子社員の家に泊まる流れに...ノーパンノーブラ 部屋着に興奮した絶倫のボクは一晩中ヤりまくった。。。 | 13/4/2020      | IdeaPocket |
| IPX-486  | 媚薬アクメ拷問に堕ちた気高き女捜査官 悪徳アイドルプロダクションに潜入囮捜査編 | 13/5/2020      | IdeaPocket |
| IPX-504  | 絶頂オーガズム体位開発SEX こんな桃乃木かな未だかつて見た事ない... | 13/7/2020      | IdeaPocket |
| IPX-525  | アイドル桃乃木のバキュームフェラ5分我慢できれば「桃乃木かな」本人とSEXし放題in渋谷 女優VS素人 桃テクフェラ炸裂！！                                                                               | 13/8/2020      | IdeaPocket |
| IPX-536  | 禁欲の果て、汗と絶頂汁まみれで交わりまくった３日間 | 13/9/2020      | IdeaPocket |
| IPX-551  | 口でするだけなら...浮気じゃないよね？ オンナの口は嘘をつく...口から始まる寝取られ話 フェラチオNTR                                                                                                | 13/10/2020     | IdeaPocket |
| IPX-565  | 死ぬほど嫌いな義父の大好物は女子〇生のワタシでした... 犯されながら何度もイカされる屈辱レ×プ | 13/11/2020     | IdeaPocket |
| IPX-582  | 乳首敏感ボーイズ必見！ にゃんにゃんアイドル乳首エステ | 13/12/2020     | IdeaPocket |
| IPX-598  | 犯（ヤ）られたら痴女（ヤ）り返す。 淫魔狩り激４性交 | 13/01/2021     | IdeaPocket |
| IPX-614  | 俺だけに求めてくる美少女を濃厚接吻で滅茶苦茶イカせたいー。 | 13/02/2021     | IdeaPocket |
| IPX-629  | 丁寧淫語で優しく焦らすランジェリー回春痴女エステ 射精するまで帰さない | 13/03/2021     | IdeaPocket |
| IPX-643  | 身代わり肉便器 射精しても射精しても終わらない絶倫極道オヤジとの10日間監禁生活 | 13/04/2021     | IdeaPocket |
| IPX-660  | バラされたくなかったらパンツ脱げよ。 万引き少女... 何発ヤッても帰してくれないしつこい追姦ピストンレ×プの悲劇。                                                                                   | 13/05/2021     | IdeaPocket |
| IPX-675  | 出張先が記録的豪雨で童貞部下と突然相部屋に...雨で濡れた身体に興奮した部下に襲われ朝まで9発のびしょ濡れ絶倫性交                                                                                   | 13/06/2021     | IdeaPocket |
| IPX-691  | 死ぬほど気持ち悪い上司のデカチンに何度もイカされる屈辱レ×プ 変態上司にザーメンマーキングされた桃乃木かな                                                                                         | 13/07/2021     | IdeaPocket |
| IPX-708  | 国民的アイドルは権力おやじの肉便器 ラブホ密会ニャンニャン枕映像 | 13/08/2021     | IdeaPocket |
| IPX-726  | 即勃たせてくれるアゲまん☆ 呼べば即舐め 絶倫フェラチオが～るふれんど。 「全部お口に出してね」≪口中出し9連発！！≫                                                                                  | 14/09/2021     | IdeaPocket |
| IPX-744  | 大好きな婚約者の兄は、昔私を犯し続けた粘着ストーカーだった | 12/10/2021     | IdeaPocket |
| IPX-760  | 教師失格 放課後にラブホで密会 娘ほど年の離れた教え子との淫美なセックスに溺れた私は...。 | 09/11/2021     | IdeaPocket |
| IPX-778  | 洗脳 服従セラピーで肉体を完全征服された人気女子アナ。 催●療法 強制失禁・潮噴射・イキ我慢で耐える堕ちない屈強女子アナ凌辱。                                                                       | 14/12/2021     | IdeaPocket |
| IPX-795  | 桃乃木かな×可愛い衣装＝鉄板の組み合わせ 貴方をオナニー中毒にさせる至高の射精サポート | 11/1/2022      | IdeaPocket |
| IPX-813  | おっぱい丸出し逆バニー的10コスシチュエーション ボリュームMAX 桃乃木尽くし 10エロ10変化！！ | 8/2/2022       | IdeaPocket |
| IPX-833  | ゲスおやじの粘着マッサージで乳首イキするほど敏感なカラダに開発されてしまったワタシ。 | 8/3/2022       | IdeaPocket |
| IPX-852  | 「私、キメセクさせられました。。。」 毎年新入女子社員を喰う上司の餌食に... 【睡眠姦×媚薬覚醒姦】今年の新卒で餌食になったのは私です。。。                                                         | 12/4/2022      | IdeaPocket |
| IPX-885  | 美人家庭教師かな先生の接吻レクチャー個人レッスン | 14/6/2022      | IdeaPocket |
| IPX-901  | あなたが家を空ける朝から晩、お義父さんのベロ舐め舌技にイカされ続け... | 12/7/2022      | IdeaPocket |
| IPX-917  | 「家出して来たって言うから泊めてあげるけどお前ヤラせろよ。」 家出娘の末路...征服ハメ撮りレ×プ姦 桃乃木かな                                                                                       | 9/8/2022       | IdeaPocket |
| IPX-934  | 「今日だけは奥さんのことを忘れて...」 一年ぶりに再会した愛人と1秒たりとも惜しまずヤリたい放題した出張先の休日                                                                                    | 13/9/2022      | IdeaPocket |
| IPX-951  | アイドルコス桃乃木かなのこじらせ童貞救済筆おろしSPECIAL | 11/10/2022     | IdeaPocket |
| IPX-968  | 桃乃木かなに朝が来るまでがっつり痴女られたい。 1泊2日ワンナイト！トップAVアイドルとガチ2人きり！完全プライベート逆パコお泊りデート                                                               | 13/12/2022     | IdeaPocket |
| IPX-981  | 「私、集団で廻されました。」 ≪絶対絶命≫ 逃げれない帰れない遠方合宿パワハラレ×プ姦 桃乃木かな | 14/2/2023      | IdeaPocket |
| IPZZ-008 | 久しぶりに再会した従姉がまさかの100人斬りで有名な絶倫ヤリマンギャルに！滞在中の2日間、彼女のチ○ポオモチャにされ続けた童貞のボク 桃乃木かな                                                       | 14/3/2023      | IdeaPocket |
| IPZZ-014 | 結婚した妻は実はド痴女のセックス狂い... 豹変した妻の性欲おさまらない痴女NTR | 11/4/2023      | IdeaPocket |
| IPZZ-033 | これはレ×プじゃない... あくまで合意の元のSEX...だよなww 宅飲みで同級生達に廻された女子大生。 「女１人で参加したのが間違いでした...」                                                             | 9/5/2023       | IdeaPocket |
| IPZZ-048 | 担任教師のボクは不倫関係をやめたいと言ってきた教え子をラブホに監禁し一晩中洗脳レ×プしまくった... 桃乃木かな                                                                                      | 13/6/2023      | IdeaPocket |
| IPZZ-061 | 変態中年教師が教え子の新鮮な唇をじっくりねっちょり貪り味わい尽くす唾液まみれの接吻レ×プ | 11/7/2023      | IdeaPocket |
| IPBZ-004 | 配信限定 ナチュポケ REC SMハメ撮り 桃乃木かな IP女優のありのまま解禁 | 28/7/2023      | IdeaPocket |
| IPZZ-086 | 失恋OL女子... 酔った勢いで中年おじさん逆お持ち帰り≪ヤケクソSEX≫ | 8/8/2023       | IdeaPocket |
| IPZZ-102 | おじさん大好き新卒部下の密着ささやき誘惑を受け続け、5日目の金曜日に完堕ちしたオレ | 12/9/2023      | IdeaPocket |
| IPZZ-117 | 先輩って夜はすごく激しいんですね 泥酔して目を覚ましたら隣に全裸の後輩女子社員が！？いつもはツンツンなのにやたらとデレデレしてくる...ヤッちまった！どうやらセックスしてしまったようだ（汗）       | 10/10/2023     | IdeaPocket |
| IPZZ-132 | chu!chu!chu! 「桃ちゃん」と刺激的な初お泊りデートで超濃密エッチ 朝・昼・夜Sexが止まらない！！ | 14/11/2023     | IdeaPocket |
| IPZZ-151 | 俺を好き過ぎるバイト女子に軟禁凌辱された3日間 サイコパスJ〇に犯され続ける日常... | 12/12/2023     | IdeaPocket |
| IPZZ-178 | 婚前同窓会NTR 性格最悪セックス最高なクズ元カレの絶倫ピストンに再び堕ちてしまったボクの婚約者 | 9/1/2024       | IdeaPocket |
| IPZZ-196 | デビューの為...売れる為...服従のアイドルレ×プ輪● 中年オヤジ達に喰い物にされ続けた最期のアイドル 桃乃木かな                                                                                       | 13/2/2024      | IdeaPocket |
| IPZZ-225 | 修学旅行の下見出張でセクハラ教師とまさかの相部屋に... 軽蔑していたキモ教師に死ぬほどイカされまくった屈辱SEX                                                                                      | 13/3/2024      | IdeaPocket |
| IPZZ-246 | BBQ泥酔NTR 大学のサークル飲み会でクズ男達に飲まされ酔わされヤラれてしまった僕の彼女 | 9/4/2024       | IdeaPocket |
| IPZZ-266 | マジかよ!?鉄マン「桃乃木かな」も完全昇天 !! 絶対SEXが上手くなる究極HOW TO SEX秘技教本 デビュー8周年!!100作品目記念作!!                                                                           | 14/5/2024      | IdeaPocket |
| IPZZ-293 | スク水マニア ザーメンマーキング | 11/6/2024      | IdeaPocket |
| IPZZ-364 | 旦那が仕組んだ絶倫マッサージ師のアクメ施術に堕ち永遠イカされ続ける姿を盗撮された巨乳妻。 | 10/9/2024      | IdeaPocket |
| IPZZ-386 | 蒸発した父親の肩代わりに肉体返済を強いられた女子大生 ボロ屋敷に監禁され絶倫男達に3日間ひたすら鬼畜ピストンされ続けアクメ漬けにされたスレンダー美裸体                                             | 10/10/2024     | IdeaPocket |
| IPZZ-474 | シェアハウスで同居人の女の子はド下品な格好でアナルおっぴろげて僕を誘ってきた。 極見えアナル丸見え！！                                                                                            | 14/1/2025      | IdeaPocket |